# Sin rencor
«Sin rencor» es una canción compuesta y grabada por el cantante español Marcos Llunas. Fue la canción seleccionada para representar a España en el Festival de la Canción de Eurovisión 1997, celebrado en Dublín.

## Festival de Eurovisión
La canción fue interpretada en el décimo lugar en el concurso, después de Jalisse de Italia con «Fiumi di parole» y precediendo a la alemana Bianca Shomburg con «Zeit». La canción recibió 96 puntos, quedando en la sexta posición.